# David McTaggart
David McTaggart (24 czerwca 1932 – 23 marca 2001) – współzałożyciel międzynarodowej organizacji obrońców środowiska Greenpeace.